# David Porter (admirał)
David Dixon Porter (ur. 8 czerwca 1813, zm. 13 lutego 1891) – oficer marynarki wojennej Stanów Zjednoczonych, admirał, jeden z bohaterów wojny secesyjnej.

## Wczesna biografia
David Dixon Porter urodził się w Chester w stanie Pensylwania, był synem oficera marynarki USA komodora Davida Portera (1780–1843).
Porter w ślad za ojcem podjął karierę w marynarce. Rozpoczął służbę jako kadet w marynarce meksykańskiej w 1826 (jego ojciec był wówczas dowódcą floty Meksyku). Następnie studiował w Columbia College Uniwersytetu Columbia w Nowym Jorku. 2 lutego 1829 rozpoczął służbę w marynarce USA jako midszypmen, służąc w latach 1829-1831 na USS „Constellation” na Morzu Śródziemnym, w latach 1832–1834 na USS „United States” i „Delaware”. Następnie m.in. pełnił służbę w Obserwatorium Marynarki Wojennej w Waszyngtonie. W latach 1842–1845 służył w stopniu kapitana na fregacie USS „Congress”. Brał udział w wojnie amerykańsko-meksykańskiej 1846–1848, podczas której m.in. uczestniczył w dwóch atakach na Veracruz.

## Wojna secesyjna
Po wybuchu wojny secesyjnej, początkowo Porter służył w 1861 r. w Eskadrze Zatoki Meksykańskiej Marynarki USA (Gulf Squadron), dowodząc w stopniu komandora porucznika bocznokołową fregatą USS „Powhatan”. W kwietniu 1862 wziął udział w ekspedycji na Missisipi, przeciw Nowemu Orleanowi, dowodząc flotyllą 20 małych szkunerów uzbrojonych w ciężkie moździerze do ostrzeliwania umocnień nadbrzeżnych. Jego okrętami flagowymi w tym okresie były kanonierki USS „Octorara” i USS „Harriet Lane”, na której przyjął kapitulację fortów Jackson i St. Philips pod Nowym Orleanem. Brał udział w dalszych działaniach na Missisipi do lipca 1862, kiedy został ze swoją flotyllą szkunerów skierowany na wody zatoki Hampton Roads w celu wsparcia wojsk w Virginii. 15 października 1862 powierzono mu dowództwo całej Eskadry Missisipi (Mississippi River Squadron), w stopniu tymczasowego kontradmirała. Dowodził nią podczas dalszej kampanii na Missisipi przeciw Vicksburgowi w latach 1862-1863. Jego okrętem sztabowym była wówczas kanonierka USS „Black Hawk”. W marcu 1863 osobiście dowodził nieudaną ekspedycją mającą na celu wpłynięcie na rzekę Yazoo z Missisipi przez rozlewiska Steele. W kwietniu 1863 dowodził działaniami flotylli pod Grand Gulf na Missisipi. W maju 1863 dowodził rajdem w górę rzeki Red. W lutym 1863 awansował na stopień komandora, a następnie po zdobyciu Vicksburga, kontradmirała (był jednym z pierwszych amerykańskich oficerów w randze admiralskiej).
Eskadrą Missisipi dowodził do września 1864, biorąc jeszcze udział w nieudanej ekspedycji na rzece Red River w marcu-maju 1864, po czym objął dowództwo Północnoatlantyckiej Eskadry Blokady. Dowodził działaniami floty w połączonej operacji przeciwko Fortowi Fisher w Karolinie Północnej i brał udział w atakach na ten fort 24 grudnia 1864 i 13 stycznia 1865.
Czterokrotnie otrzymał podziękowania od Kongresu USA, po raz pierwszy w kwietniu 1864 za służbę na Missisipi, następnie za Fort Fisher.

## Kariera powojenna
Po wojnie Porter awansował na stopnie wiceadmirała w 1866 i admirała w 1870. Był szefem Biura Nawigacji Marynarki USA.
W latach 1866–1870 był komendantem Akademii Marynarki Wojennej USA. Zajął się też działalnością pisarską, zarówno poświęconą historii marynarki USA i wojny secesyjnej, jak i powieściom. Zmarł w Waszyngtonie 13 lutego 1891 (według niektórych źródeł w Harrisburgu w Pensylwanii), pochowany jest na Narodowym Cmentarzu w Arlington w Wirginii.
W uznaniu zasług jego i jego ojca, nazwiskiem Porter nazwano 5 amerykańskich okrętów USS Porter.

## Awanse
- Komandor porucznik (Commander) – 22 kwietnia 1861
- Tymczasowy kontradmirał (Acting Rear Admiral) – październik 1862
- Komandor (Captain) – 7 lutego 1863
- Kontradmirał (Rear Admiral) – 4 lipca 1863
- Wiceadmirał (Vice Admiral) – lipiec 1866
- Admirał (Admiral) – 17 października 1870

## Publikacje
- Memoir of Commodore David Porter, of the United States Navy (1875) (Wspomnienie o komodorze Marynarki Wojennej USA Davidzie Porterze - poświęcone ojcu)
- The Adventures of Harry Marline (1885) (Przygody Harry'ego Marlina)
- Allan Dare and Robert le Diable (1885)
- Arthur Merton, a Romance (1885)
- Incidents and Anecdotes of the Civil War (1885) (Zdarzenia i anegdoty wojny secesyjnej)
- The Naval History of the Civil War (1886) (Morska historia wojny secesyjnej)
- High Old Salts: Stories Intended for the Marines (współautor, 1876)
- The Pictorial Battles of the Civil War (1885)

## Rodzina
David Dixon Porter był bratem komodora Williama Portera, przybranym bratem admirała Davida G. Farraguta, kuzynem generała Fitza Johna Portera i szwagrem generała Konfederacji Thomasa A. Harrisa. 10 marca 1839 ożenił się z George Ann Patterson, córką komodora Daniela Pattersona, z którą miał dziesięcioro dzieci, w tym podpułkownika Carlile Pattersona Portera. Przez małżeństwo był szwagrem admirała Thomasa Pattersona i inżyniera Carlile Pollocka Pattersona. Jego wnukiem był generał major Marines David Dixon Porter (1877–1944).